# Assassinat al país càtar
Assassinat al país càtar (originalment en francès, Meurtres en Pays Cathare) és una pel·lícula de televisió francobelga del 2020, de la col·lecció Assassinats a..., escrita per Isabelle Polin i Frédéric J. Lozet i dirigida per Stéphanie Murat.
El telefilm es va rodar del 17 de juny al 12 de juliol de 2019, a Narbona i els seus voltants, en particular a Peiriac de Mar. Es va emetre per primera vegada a Bèlgica l'1 de març de 2020 a La Une, a Suïssa el 6 de març a RTS 1 i a França el 19 de setembre a France 3. La versió doblada al valencià es va estrenar el 16 de juliol de 2022 a À Punt.

## Sinopsi

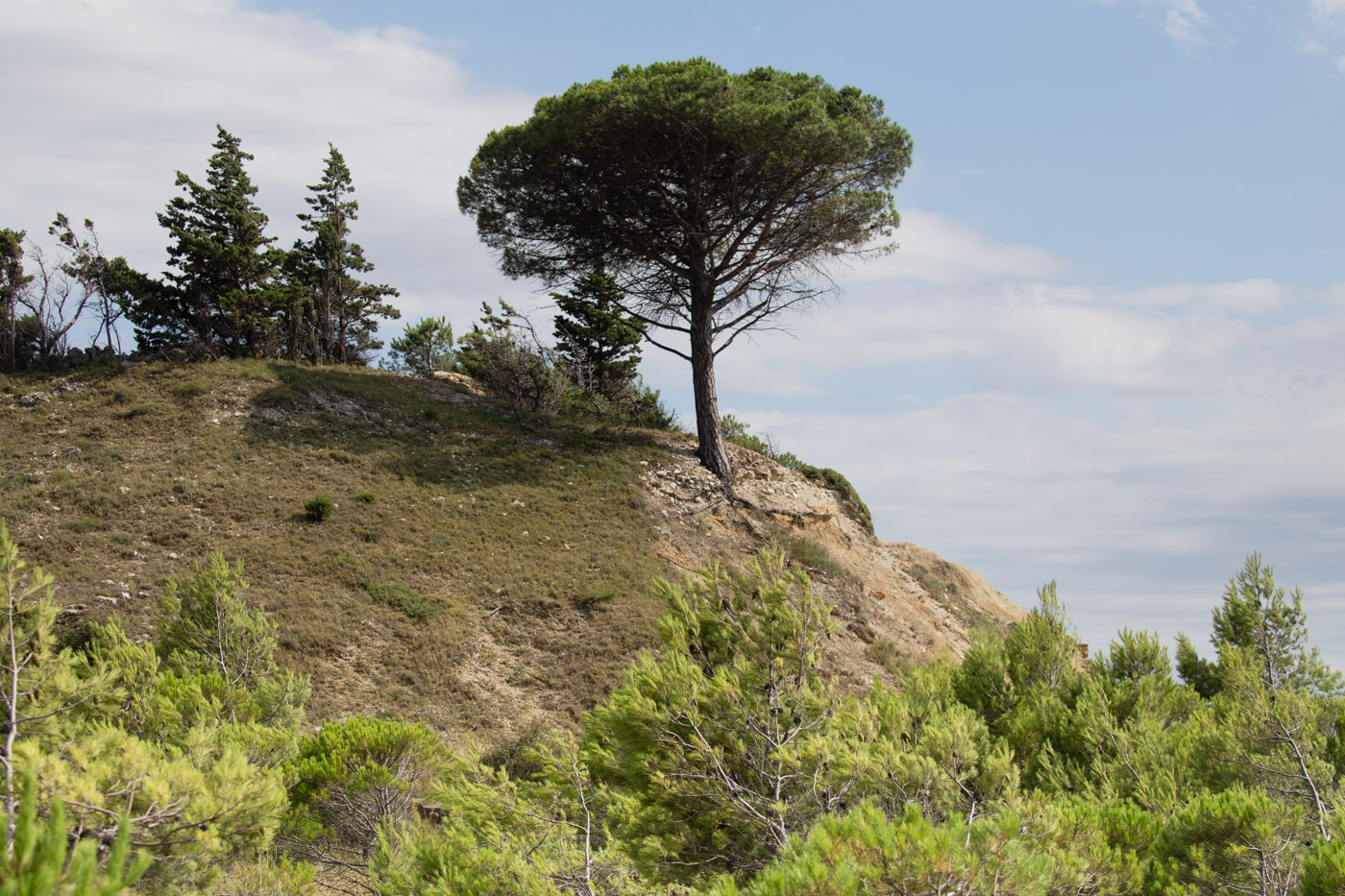
Imatge de Peiriac de Mar.

Durant una visita turística a un castell càtar, es descobreix el cos d'una dona en una gàbia de tortura. Desplaçada al lloc dels fets, la tinent de la gendarmeria Pauline Franchet hi troba el seu propi germà, Victor. Amb síndrome de Down i en estat de xoc, el jove no dona cap explicació per la seva presència al lloc dels fets. Tot i això, és acusat del crim. La Pauline és rellevada del cas i, en Thomas Costella, capità de la secció d'investigació de Montpeller, es posa al capdavant del cas.

## Repartiment
- Élodie Fontan: Pauline Franchet
- Salim Kechiouche: Thomas Costella
- Florence Loiret-Caille: Chloé Legrand
- Samuel Allain Abitbol: Victor Franchet
- Tom Hudson: Julien Perrier
- Julie Farenc-Deramond: Inès Cartier
- Benjamin Bellecour: Bruno Lebrun
- Louise Massin: Myriam Chavet
- Alain Fromager: Yvan Laval
- Nicole Merle: Lucie Bommard
- Sam Walch: Léo Legrand
- Stéfo Linard: Major Sentier
- Camille Constantin: jove guia
- Alexandre Tacchino: Romain Delorme
- Laurent Lafuma: metge de la gendarmeria
- Béla Czuppon: policia científic
- Sophie Chenko: fiscal
- Julien Sabatie Ancora: forense
- Claire de Fosse: Madame Longeval
- David Faure: Éleveur
- Antoine Theotime: Tristan